# Вулиця Копача
Вулиця Копача — вулиця у Франківському районі міста Львова, місцевість Богданівка. Сполучає вулиці Терлецького та Сулими.

## Історія та забудова
Вулиця виникла на початку XX століття в межах підміського села Богданівка. Після входження селища до меж міста, вулиці колишнього села були перейменовані або ж новоутвореним вулицям надавалися певні назви. Так, у 1938 році мала назву вулиця Бітшана, на честь Юрека Бітшана (Бічана), одного з наймолодших львівських «орлят». У радянські часи, з 1950 року мала назву Сулими бічна, на честь гетьмана України першої половини XVII століття Івана Сулими. Сучасна назва походить з 1993 року, на честь українського філолога та публіциста Івана Копача.
Забудована одно- та двоповерховими будинками у стилі конструктивізм 1930-х років, сучасними садибами.